# Давидович Олександр Іванович
Олександр Іванович Давидович (біл. Аляксандр Іванавіч Давыдовіч, нар. 13 лютого 1981) — білоруський футболіст, захисник.

## Життєпис
Вихованець мінського «Торпедо». Футбольну кар'єру розпочав у нижчолігових білоруських клубах «Вейно-Дніпро», АФВІС-РШВСМ та «Динамо-Юні» (ММінськ). У 2001 році приєднався до мінського «Динамо», але за головну команду не зіграв жодного поєдинку. У 2002 році виїхав до Литви, де захищав кольори вільнюського «Жальгіріса». У футболці столичного литовського клубу в місцевому чемпіонаті зіграв 23 матчі та відзначився 3-ма голами. У 2002 році переїхав до України, де підписав контракт з першоліговим харківським «Арсеналом». Дебютував у національному чемпіонаті 19 березня 2005 року в нічийному (1:1) виїзному поєдинку 19-го туру проти золочівського «Сокола». Олександр вийшов на поле в стартовому складі та відіграв увесь матч. Протягом свого перебування в «Арсеналі» зіграв 25 матчів у першій лізі та 1 поєдинок у кубку України. У 2003 році перейшов до іншого харківського клубу, «Геліоса», який виступав у другій лізі чемпіонату України. Дебютував у команді 23 серпня 2003 року в нічийному (0:0) домашньому поєдинку 4-го туру групи «В» проти маріупольського «Іллічівця-2». Давидович вийшов у стартовому складі, а на 46-ій хвилині його замінив Олександр Храбров. Єдиним голом у футболці харківського клубу відзначився 30 квітня 2004 року на 73-ій хвилині переможного (3:2) виїзного поєдинку 22-го туру проти запорізького «Металурга-2». Давидович вийшов на поле на 75-ій хвилині, замінивши Костянтина Труханова. У футболці «Геліоса» зіграв 13 матчів та відзначився 1 голом. З 2004 по 2005 роки захища кольори вищолігових клубів «Локомотив» (Вітебськ) та «Славія-Мозир». У 2006 році перейшов до іншого вищолігового клубу, «Сморгонь», кольори якого захищав до 2009 року. З 2010 по 2012 роки виступав у клубах «Граніт» (Мікашевичі), «Верас» (Несвіж) та «Слуцьк». У 2014 році завершив футбольну кар'єру в складі клубу «Беліта-Вітекс».